# Cama
Cama är en ort och kommun i den italienskspråkiga regionen Moesa i kantonen Graubünden, Schweiz. Kommunen har 691 invånare (2023). Den ligger i nedre delen av dalen Val Mesolcina, fem km norr om regionhuvudorten Roveredo.